# Assoziation Montessori (Schweiz)
Die Assoziation Montessori (Schweiz) (AM(S)) ist ein im Jahr 1976 in Genf von Claudine Allenbach-Maison gegründeter eingetragener Verein. Sie ist die Nachfolge-Organisation der Schweizerischen Montessori-Gesellschaft. Seine Bezeichnung geht auf die italienische Reformpädagogin Maria Montessori (1870–1952) zurück.

## Sitz
Von der Gründung 1976 bis 1982 hatte der Verein seinen Sitz in Genf. Heute besteht der Verein aus einer Sektion der deutschen und rätoromanischen Schweiz mit Sitz in Zürich und einer Sektion der französischen und italienischen Schweiz mit Sitz in Genf.

## Ziele
Der Verein bezweckt die Förderung des Erziehungsweges von Maria Montessori und die Verbreitung ihrer Ideen.
Zu diesem Zwecke
- organisiert der Verein Versammlungen, Kolloquien, Ausstellungen und veröffentlicht Schriften,
- fördert (im Rahmen seiner Möglichkeiten) die Aus- resp. Weiterbildung der Montessori-Leiter(innen),
- verhindert den Missbrauch des Namens Montessori insbesondere durch die Vergabe von Markenlizenzen
- fördert und sichert die Qualität des Unterrichts in Montessori-Einrichtungen und -Angeboten
- unternimmt alle Schritte, welche der Erreichung des Vereinszweckes förderlich sind.[1]

## Geschichte

### Vorgeschichte
Maria Montessori unternahm im März 1932 eine Vortragstour durch die Schweizer Städte Genf, Lausanne, Zürich, Bern und Locarno. Die Organisation besorgte Elsa Neustadt. Im selben Jahr wurde die Schweizerische Montessori-Gesellschaft (SMG) gegründet. In der gedruckten Ankündigung der SMG war Adolphe Ferrière als Präsident vorgesehen. Es ist unklar warum Ferrière zu Gunsten des viel jüngeren Jean Piaget verzichtete. Im Vorstand des Vereins sassen neben Piaget (Präsident) folgende Persönlichkeiten: Elisabeth Rotten (Vizepräsidentin) und Elsa Neustadt (Sekretärin). Wenn diese Gesellschaft etwas zur Verbreitung der Montessori-Ideen in der Schweiz beigetragen hat, dann war dies der Vizepräsidentin Elisabeth Rotten und der Sekretärin Elsa Neustadt zu verdanken. Piagets Beitrag zur Montessori-Bewegung scheint sich mit einem Vortrag am 4. internationalen Montessori-Kongress in Rom erschöpft zu haben.

### Die Gründung der Association Montessori (Suisse)
Nach Elisabeth Rottens Tod im Jahre 1964, existierte die SMG nur noch auf dem Papier. Unter dem Eindruck des enormen Erfolges der durch Odette Cutullic gegründeten «Crèche des Nations – Montessori» und ermutigt durch Maria-Antonietta Paolini, gründete Claudine Allenbach-Maison an der konstituierenden Versammlung im November 1976 in Genf die «Association Montessori (Suisse)» (AM(S)) als Nachfolgegesellschaft der SMG. Die Klammer um den Buchstaben S wurde eingeführt, um die Organisation von der «American Montessori Society» (AMS) zu unterscheiden.

### Gründung der deutschsprachigen Sektion
Im Mai des Jahres 1976 eröffnete Claudine Baumann-Closuit das erste private Montessori-Kinderhaus in Zürich und nahm in der Folge mit den wenigen andern Montessori-Vertreterinnen in der Schweiz Kontakt auf, um regelmässige Treffen vorzuschlagen. An diesen Treffen nahmen Brigitte Blumer, Bern, Annaliese Gnirss-Korshoj, Königsfelden, Catherine Keller, Luzern und Mitarbeiterinnen der jeweiligen Kinderhäuser teil.
Diese Deutschschweizer Lehrerinnengruppe und die AM(S) nahmen 1979 untereinander Kontakt auf und Claudine Allenbach-Maison schlug die Gründung einer deutschsprachigen Sektion vor. 1980 hatte die AM(S) neunundneunzig Mitglieder, wovon bloss sieben in der deutschen Schweiz lebten. Im Jahre 1984 wurde die AM(S) von der Association Montessori Internationale (AMI) als affiliiertes Mitglied aufgenommen. Am 11. April 2015 unterzeichnete die AMI den neuen Affiliationsvertrag mit dem damals gegründeten Schweizerischen Dachverband Association Montessori (Switzerland). Damit wurde einem langjährigen Wunsch der AMI nachgekommen, je Nation einen einzigen Ansprechpartner zu haben.

## Periodikum
Die AM(S), Sektion der deutschen und rätoromanischen Schweiz übernahm das Bulletin der Sektion der französischen und italienischen Schweiz bis 1985. Danach verteilte sie als Vereinszeitschrift den Werkbrief später Montessori der Deutschen Montessori-Vereinigung e.V. (DMV) an ihre Mitglieder. Im Jahre 2012 entschied sich der Vorstand nach einer Mitgliederumfrage für die Halbjahresschrift für Montessori-Pädagogik Das Kind als Vereinszeitschrift.